# Wilhelm Krüger (Schiff)
Die Wilhelm Krüger war ein Hopperbagger, der zuletzt von der STRABAG Wasserbau GmbH betrieben wurde. Benannt war das Schiff nach dem Hafenbaudirektor Wilhelm Krüger.

## Geschichte
Das Schiff wurde ab 1940 bei der Lübecker Maschinenbau Gesellschaft (LMG) gebaut und im Februar 1942 für die Kriegsmarinewerft Wilhelmshaven in Dienst gestellt. Die Baukosten betrugen 4,8 Mio. Reichsmark.
Ab 1949 wurde der Hopperbagger als Hafenbaudirektor Dr.h.c. Krüger vom Wasser- und Schifffahrtsamt Brunsbüttel in den Schleusenhäfen des Nord-Ostsee-Kanals eingesetzt und in den 1970ern in Wilhelm Krüger umbenannt. Nach der Außerdienststellung am 31. März 1982 und dem Verkauf an die damalige Josef Möbius Bau-GmbH wurde die Wilhelm Krüger bis Ende Mai 2014 weiter in den Brunsbütteler Häfen eingesetzt. Im Juni 2014 wurde das Schiff im Reiherstieg zunächst aufgelegt und 2016 endgültig abgewrackt.

## Technik
Die Wilhelm Krüger hatte einen dieselelektrischen Antrieb und konnte mit ihrem Hecksaugrohr auch senkrechte Randbereiche, z. B. in den Schleusen, bis zu einer Wassertiefe von 21 Metern von Schlick befreien. Die Josef Möbius Bau-GmbH baute die Wilhelm Krüger um und reduzierte die Schiffsbesatzung von 20 auf 7 Mann. Nach einer Verlängerung bei der Nobiskrug-Werft wurde der Hopperraum 1999 von 2.753 m³ auf 3.026 m³ vergrößert.